# Nascimento Morais Filho
José Nascimento Morais Filho, mais conhecido como Nascimento Morais Filho (São Luís, 15 de julho de 1922 - São Luís, 22 de fevereiro de 2009) foi um jornalista, poeta e cronista brasileiro, filho do também escritor Nascimento Moraes e irmão de Paulo Nascimento Moraes. Foi membro da Academia Maranhense de Letras,ocupando a cadeira n.º 37, na sucessão de Amaral Raposo e do Instituto Histórico e Geográfico do Maranhão

## Biografia
José Nascimento Morais Filho, nasceu em São Luís a 15 de julho de 1922, sendo filho do escritor Nascimento Moraes e de Dona Francisca Bogéa. 
Foi Auditor Fiscal aposentado pela Secretaria da Fazenda do Estado do Maranhão. Foi um dos fundadores do Centro Cultural Gonçalves Dias, tendo sido seu diretor.  
Foi casado por 56 anos com a enfermeira Conceição Moraes,com a qual teve cinco filhos: José Nascimento Moraes Neto; Ana Sofia Fernandes Nascimento Moraes; Eleuses Moraes Garrido; Renan Fernandes Moraes Lourely Fernandes Nascimento Moraes.
Nascimento Morais Filho redescobriu a obra até então desconhecida de Maria Firmina dos Reis. Dedicou-se por uma década a pesquisar a vida da romancista maranhense, tendo como fruto de pesquisa a principal fonte sobre ela, qual seja: Maria Firmina: fragmentos de uma vida (1975).
Em 30 de setembro de 1976, fora eleito para ocupar a Cadeira N.º 37, da Academia Maranhense de Letras, em sucessão a Amaral Raposo, tendo sido empossado em 16 de dezembro do mesmo ano. Apesar disso, rompera formalmente com a Academia em 1979, porque se opusera a eleição de Pedro Neiva de Santana, todavia seu nome permanece nos quadros da instituição tendo sido considerada vaga a sua Cadeira apenas com o seu falecimento. 
Falecera em 22 de fevereiro de 2009, em São Luís.

## Obras

### Poesia
- Clamor de Hora Presente (1955)
- Azulejos (1963)
- Esfinges (1972)

### Demais Obras
- Pé de Conversa (1957)
- O que é o que é? (1971)
- Esperando a missa do galo (1973)
- Maria Firmina: fragmentos de uma vida (1975)
- Cancioneiro Geral do Maranhão (1976)